# Araguatins
Araguatins es un municipio brasileño del estado del Tocantins. Se localiza en la microrregión del Bico del Papagaio, a una altitud de 103 metros, situada en los márgenes del río Araguaia. Es una ciudad hospitalaria, con tendencia a la práctica del ecoturismo. Su población estimada en 2009 era de 26.771 habitantes. Posee un área de 2297,3 km².

## Historia
El nombre  Araguatins  nació de la unión de los dos ríos Araguaia y Tocantins por sugerencia del alcalde Antonio Carvalho Murici, habiendo sido aprobado por el Decreto nº 8.305 en el año de 1943.